# Varano (Nobleza italiana)
Los Varano fueron una familia señorial italiana que gobernó Camerino desde el siglo XIII hasta comienzos del XVI.

## Historia
Su miembro más antiguo fue Varano, ciudadano de Camerino. Accorambone aparece antes de 1254 y su nieto, Rodolfo, estuvo casado con la hija de Fidesmido di Pietro, señor de Urbisaglia, con la que tuvo un hijo, Fidesmido, que fue señor de Urbisaglia en 1327 y murió después de 1330. Tuvo tres hijos, de los cuales Jorge, fue el origen de la rama polaca de la familia surgida de la emigración en tiempos de Esteban Bathory.
Hermano de Accorambone era Gentile I de Varano, que en 1259 fue capitán de guerra de Camerino y desde 1266 señor de hecho de Camerino, Roca Contrada y San Ginesio y podestá de Camerino (1266) y de San Ginesio (1269). Fue conde de la Campania romana en 1282 y murió en 1284. Se casó con Altoruccia d'Altino, hija del conde Suppo d'Altino
Su hijo Rodolfo I de Varano fue conde de la Campania romana en 1284, título que transfirió a Esteban Colonna en 1290. Fue señor de facto de Camerino, Rocca Contrada y San Ginesio en 1284 hasta 1326, Capitán del Pueblo en Lucca en 1284, Capitán del Pueblo en Camerino en 1289, Capitán del Pueblo de Perugia en 1292, Capitán del Pueblo de Pistoia en 1294, Capitán del Pueblo de Florencia en 1296, Capitán del Pueblo de Bolonia en 1297, Podestà de San Ginesio en 1299, Podestá de Rocca Contrada 1301 y marqués de la Marca de Ancona en 1309. Murió en 1316, y con su mujer Galeota tuvo cinco hijos:
El primero, Juan, que fue podestá en San Ginesio de 1328 a 1340 y murió en 1344; Juan dejó un hijo, Rodolfo, que fue capitán de Custodia de Florencia en 1342. El segundo, Nuccio, fue Podestá de San Ginesio en 1314, Capitán de Guerra de Perugia en 1318, gobernador de Nocera en 1319, y Podestá de Macerata en 1320; murió en el sitio de Recanati en 1322. El tercero, Berardo, fue archidiácono de la catedral de Camerino en 1300 y podestá de San Ginesio en 1313, y murió en 1317. El cuarto fue Segismundo, y el quinto Ismanduccio (este último se casó con Imilzia di Rovellone, hija del conde Gentile I di Rovellone, señor de Castelletta, Precicchie, Avoltore, Frontale e Isola).
Berardo I de Varano, hermano de Rodolfo I, fue señor de facto de Camerino y San Ginesio desde 1316, Capitán del Pueblo de Camerino en 1288, Capitán del Pueblo de Perugia en 1289, Capitán del Pueblo de Pistoia en 1294, Capitán del Pueblo de Florencia en 1296, Capitán del Pueblo de Bolonia en 1297, Podestá de Macerata en 1316, y Podestá de San Ginesio 1300. Murió en marzo de 1329. Su mujer Emma le sobrevivió hasta 1336.
Gentile II de Varano era hijo de Berardo I, y fue el primer señor soberano y vicario pontificio de Camerino nombrado en 1332 y confirmado en 1342. Fue antes podestá de Florencia en 1312, y de San Ginesio (1329, 1330 y 1331). Murió en 1355.
Tuvo un hijo, de nombre Berardo II, que murió en 1350, dejando un hijo, Rodolfo II, que fue señor y vicario de Camerino en 1355. Fue también señor soberano y vicario Pontificio de Tolentino y de San Ginesio (noviembre de 1355), señor de Isnardo dal luglio (1356, adquirida a los Brunforte), señor soberano de Macerata, Amándola, Civitanova y Penna San Giovanni (abril de 1376), y Señor de Fabriano (1376). Anteriormente fue capitán de Custodia de Florencia en 1342, Capitán de las milicias de Camerino en la conquista de Esmirna en 1345, capitán de la flota del rey de Nápoles desde 1351, virrey de los Abruzos en 1351, Podestá de Penna San Giovanni en 1354, Confaloniero de la Iglesia (abril de 1355), Capitán General de la flota de Florencia (julio de 1362 hasta marzo de 1363), Capitán General de la flota de Perugia (noviembre de 1363), Capitán del Pueblo de Florencia (1370), Capitán General de la Liga Antipontificia (julio de 1370), Capitán General de la flota Pontificia desde 1377. Murió en Tolentino en noviembre de 1384. Estaba casado con Camilla Chiavelli, hija de Finuccio Chiavelli, señor de Fabriano, y dejó dos hijos, Gentile y Elisabetta.
Su hermano Juan I fue nombrado “Spaccaferro”, fue Podestá de San Ginesio en 1350, y fue creado conde por el Papa Gregorio XI en 1376. Podestá de Visso en 1379. Fue después señor y vicario de Camerino desde 1384, señor y Vicaro Pontificio de Tolentino y San Ginesio desde 1377 (investido junto con su hermano), Señor de Macerata, Montolmo, Civitanova, Amándola y Penna San Giovanni desde 1384. En 1385 cedió el gobierno a su hermano Gentile III. Murió en Sentino en 1387, y fue enterrado en la iglesia de San Angelo del Morone. Estaba casado con India della Scala, hija del conde Nuccio della Scala, Conde de Truschia. Tuvo dos hijos, Luca y Ciondolina, y un bastardo, conocido como Niccolo, que fue canónigo en Tolentino.
Gentile III fue senador de Roma en 1362 y en 1367, Podestá de Lucca en 1375, señor y vicario pontificio de Tolentino y San Ginesio desde en 1377 (investido con su hermano), señor y vicario de Camerino desde 1385, señor de Macerata y Amándola (hasta febrero del 1386), señor de Civitanova hasta marzo de 1386, Señor de Montolmo en 1388 (perdió la señoría en marzo de 1388, pero la recuperó rápidamente), señor de Cerreto d'Esi en 1388 (la cedió a la iglesia). En 1390 perdió sus posesiones, pero fue investido en noviembre de 1393 como vicario pontificio de las señorías de Camerino, Tolentino, San Ginesio, Montecchio (Treia), Belforte del Chienti, Visso, Aamandola, Sarnano, Monte San Martino, Gualdo Cattaneo, Montesanto (Potenza Picena), Cerreto y Ponte; en enero de 1394 recibió también la señoría de Macerata. Murió en 1399. Estaba casado con Teodora Salimbeni, hija de un patricio de Siena.
Le sucedió su hijo Rodolfo II, podestá de Macerata, en 1385. Fue señor y vicario pontificio de Camerino, Tolentino, San Ginesio, Montecchio, Belforte del Chienti, Visso, Aamandola, Sarnano, Monte San Martino, Gualdo Cattaneo, Montesanto, Cerreto y Ponte desde 1399, señor y vicario Pontificio de Penna San Giovanni y de Civitanova desde 1404, señor de Macerata en 1399, señor de Montefortino en 1406 (Investido por el Papa), señor de Smerillo en junio de 1409, gobernador de Crotone por el Rey de Nápoles (junio de 1409), Prior de la Comuna de Spoleto (junio de 1414) y señor de Beroide en agosto de 1414. Murió en Beldiletto el 2 de mayo de 1424. Supuestamente tuvo 64 hijos legítimos e ilegítimos, de los cuales 54 llegaron a adultos. Estuvo casado con: Elisabetta Malatesta, hija de Pandolfo II Malatesta, señor de Pésaro, y de Paola Orsini; con Constanza Smeducci della Scala, hija de Bartolomeo Smeducci della Scala, señor de San Severino; y con Cima, hija de Giovanni Cima, señor de Cingoli.
Le sucedió su hijo Gentile IV Pandolf, conocido como Piergentile. Fue señor y vicario Pontificio de Camerino, Tolentino, San Ginesio, Montecchio, Belforte del Chienti, Visso, Amándola, Sarnano, Monte San Martino, Gualdo Cattaneo, Montesanto, Cerreto, Penna San Giovanni, Civitanova, Montefortino y Ponte desde 1424, junto con su hermano Berardo III. En 1430 dividió los bienes feudales del vicariato de Camerino con su hermano y conservó Sefro, Montalto, Col di Pietra, Serravalle, Serramula, Tufo, Monte San Polo, Castel San Venanzio, Pieve Bovigliana, Acquacanina, San Maroto, Costa Feori, Col di Monte, Bolvello, Isola, Rocca Mattei, Fiugni y Monastero dell'Isola. Murió en julio de 1434 a manos del pueblo de Camerino. Se casó tres veces: con Partenope Tomacelli, con Sveva d'Aquino, hija de Berardo II d'Aquino, Conde de Loreto, y de Orsolina de Yels, Condesa de Satriano; y con Constanza della Scala, hija del Conde Roberto della Scala, señor de Schito, Rotorscio y de Vittoria. Tuvo dos hijas con su tercera mujer: Orsolina y Antonia.
Su hermano Berardo III, señor de Belmonte Piceno, Monte San Pietrangeli, Sant'Elpidi, Monteleone, Montottone y Monte Giberto desde agosto de 1407, señor de Passignano, Isola Maggiore, Isola Polvese, Monte Gualando y Vernazzano dal luglio en 1416, señor de Montegiorgio y Recanati desde octubre de 1416. Fue señor y vicario Pontificio de Camerino, Tolentino, San Ginesio, Montecchio, Belforte del Chienti, Visso, Amándola, Sarnano, Monte San Martino, Gualdo Cattaneo, Montesanto, Cerreto, Penna San Giovanni, Civitanova, Montefortino y Ponte junto con su hermano, y después del reparto de 1430 recibió Santa Maria d'Alto Cielo, Caldarola, Rocchetta, Fiordimonte, Muccia, Crispiero, Agolla, Bolognola, Antico, Valcaldara y Casavecchia. Fue general de la flota real de Nápoles en 1408, y embajador del rey de Nápoles en Hungría (julio de 1412). Murió a manos del pueblo de Tolentino el 12 de julio de 1434, y fue enterrado en la Catedral de San Catervo de Tolentino. Se casó en 1409 con Viviana Trinci, hija de Ugolino III Trinci, Señor de Foligno, y de Constanza Orsini. Tuvo siete hijos: Rodolfo Ángel, Juan Venancio, Ladislao, Gian Filippo, Bartolomé, Ansovino, y Bernardina, casi todos muertos en el levantamiento popular de julio de 1434.
Berardo III y Gentile IV tenían muchos hermanos: Venancio, Constanza (conocida como Belfiore), Tora, Venancia, Bianca (llamada Brancia), Gerolama, Piacentina, Guglielma y Juan, entre otros que después veremos. Juan fue señor y vicario de Camerino, Tolentino, San Ginesio, Montecchio, Belforte del Chienti, Visso, Amándola, Sarnano, Monte San Martino, Gualdo Cattaneo, Montesanto, Cerreto, Penna San Giovanni, Civitanova, Montefortino y Ponte en 1424, junto con sus dos hermanos, y en 1430, cuando se dividieron los bienes, recibió Pioraco, Casapalombo, Statte, Precanestro, Elcito, Valle Sant'Angelo, Torricchio, Castel Raimondo, Prefoglio, Copogna, Fiagni, Pieve Torina, Pieve Favera, Frontillo, Valle di Ea y Giove. Fue capitán de la flota del Papa en 1424, Capitán de la flota del duque de Milán (enero de 1426), Capitán de la flota de Florencia (julio de 1426), y capitán de la flota de Venecia (abril de 1427). Fue asesinado en 1434. Se casó con Cornelia Orsini y después con Bartolomea Smeducci, y de esta tuvo a Julio César I.
Otros hermanos fueron Piergentile, Rinaldo (+1407), Ansovino (+1407), Ercole (+ después de 1410), Luca (+ después de 1403), Antonio (monje), Nicolina (+ 1429), Antonia o Ansovina (+1423), Venere, Plautilla (+ després de 1409) y Lívia (+ després de 1420).
El primero, Piergentile o Pier Gentile I, fue señor y vicario pontificio de Camerino, Tolentino, San Ginesio, Montecchio, Belforte del Chienti, Visso, Amándola, Sarnano, Monte San Martino, Gualdo Cattaneo, Montesanto, Cerreto, Penna San Giovanni, Civitanova, Montefortino y Ponte, junto con tres hermanos más, en 1424, y en la partición de 1430 recibió Fiordimonte, Borgiano, Vestitgnano, Degnano, Fiastra, Gagliole, Sorti, Corvesano, Colpolino, Massa, Gelagna y Rocca di Majo. Fue ejecutado el 6 de septiembre de 1433. Tuvo un hijo de su esposa Elisabetta Malatesta, llamado Rodolfo IV.
Rodolfo IV fue señor y vicario de Camerino en 1444 con su primo Julio César, investido poe el Papa Nicolás V en 1447. Murió en Camerino en 1464. De su enlace con Camila d'Este tuvo tres hijos: Nicola Maria, Pier Gentile y Ercole I Varano, el último de los cuales fue hecho duque de Camerino en 1535, pero depuesto en 1539, renunciando a los derechos en 1542. 
Julio César, hijo de Juan, fue señor y vicario Pontificio de Camerino desde 1444, junto con Rodolfo IV, que fue investido por el Papa Nicolás V en 1447 y confirmado en mayo de 1468. Fue depuesto en septiembre de 1502. Fue capitán del ejército en Siena, en los Estados Pontificios, en Rímini, en Nápoles y en Venecia, y lugarteniente Pontificio en la marca de Ancona (1482, renovado en 1488) ; fue gobernador de Romania por Venecia en 1484. Fue estrangulado por orden de César Borgia el 9 de octubre de 1502. Se casó con Juana Malatesta, hija de Stefano Di Conza, y tuvo dos hijos, Camila y Venancio.
Este último fue el padre de Segismundo, que en 1521 ocupó Camerino con ayuda del duque de Urbino, pero no fue nunca investido por el Papa, y perdió el poder en 1522. Fue asesinado en Roma el 22 de junio de 1552. Sus descendientes fueron patricios en Venecia.
Su hermano Juan María fue señor y vicario pontificio de Camerino en 1503, y recibió el título de duque por Bula Pontificia en 1515, con jurisdicción sobre toda el valle del Nera. Señor y vicario pontificio de Cerreto, Civitanova y Sassoferrato de 1515 a 1522; señor y vicario Pontificio de Senigallia, San Lorenzo in Campo y Montefalco de 1519 a 1522; prefecto de Roma de 1520 a 1522; y almirante de la Iglesia en 1521. Fue depuesto por su hermano en 1521, pero restablecido en 1522 y confirmado con derecho hereditario para su hija el 2 de mayo de 1524. Murió en Camerino, a causa de la peste, el 19 de agosto de 1527. Estaba casado con Catalina Cibo, hija de Franceschetto Cibo, conde de Ferentillo.
Le sucedió su hija Julia, bajo tutela de la madre. Fue depuesta en 1535. Se casó en 1534 con Guidobaldo II della Rovere, duque de Urbino.
- Datos: Q2882551
- Multimedia: House of da Varano / Q2882551